# .my
.my е интернет домейн от първо ниво за Малайзия. Администрира се от MYNIC. Представен е през 1987 г.

## Домейни от второ ниво
- .com.my, за комерсиални организации и дейности
- .net.my, за свързани с интернет организации и дейности
- .org.my, за организации и дейности, които не попадат в другите категории
- .gov.my, за правителството на Малайзия
- .edu.my, за образователните организации на Малайзия
- .sch.my, за училищата в Малайзия
- .mil.my, за военните организации на Малайзия
- .name.my, за лична употреба на малайзийците